# Мегапан
Мегапан (др.-греч. Μεγάπανος) — персидский сатрап Вавилонии в V веке до н. э.

## Биография
По свидетельству Геродота, в 480—479 годах до н. э. Мегапан принял участие в походе персидского царя Ксеркса I в Грецию в качестве предводителя гирканцев. При этом воины Мегапана, по оценке Олмстеда А., «умелые бойцы», были вооружены как сами персы.
Впоследствии, согласно «отцу истории», Мегапан занимал пост сатрапа Вавилонии. По предположению авторов «Кембриджской истории Древнего мира», Мегапан может быть идентифицирован с Бакабаном, чьё имя приводится надписях, обнаруженных в Персеполе, хотя и оно не засвидетельствовано в вавилонских текстах.